# 민영기 (배우)
민영기(1974년 1월 11일 ~ )는 대한민국의 뮤지컬 배우이다.

## 학력
- 서울응암초등학교
- 명지중학교
- 명지고등학교
- 한양대학교 음악대학 성악과(학사)

## 출연작

### 뮤지컬
- 돈 죠반니
- 오즈의 마법사
- 로미오와 줄리엣 - 로미오 역
- 지킬 앤 하이드 - 지킬 역
- 겨울나그네 - 민우 역
- 젊은 베르테르의 슬픔 - 베르테르 역
- 젊은 베르테르의 슬픔 - 알베르트 역
- 달콤한 안녕 - 진수 역
- 위대한 캣츠비 - 캣츠비 역
- 클레오파트라 - 안토니우스 역
- 화성에서 꿈꾸다 - 정조 역
- 컴퍼니 - 폴 역
- 싱글즈 - 정준 역
- 이순신 - 이순신 역
- 잭 더 리퍼 - 앤더슨 역
- 삼총사 - 아라미스 역
- 모차르트 - 콜로레도 대주교 역
- 엘리자벳 - 프란츠 요제프 역
- 황태자 루돌프 - 타페 수상 역
- 레베카 - 막심 드 윈터 역
- 마리 앙투아네트 - 오를레앙 공작
- 영웅 - 안중근 역
- 마타하리 - 라두대령 역
- 햄릿 - 클라우디우스 역
- 인터뷰 - 유진킴 역
- 그날들 - 정학 역
- 맘마미아! - 해리 역
- 팬텀 - 제라드 카리에르 역

### 앨범
- The 1st
- 미스티 OST Part 4

### 드라마
- 2023년 SBS 금토드라마 《7인의 탈출》- 이휘소 역

### 라디오 프로그램
- 2015년 EBS 《EBS 책 읽는 라디오 낭독 시리즈》

### 예능
- 2017년 MBC 《미스터리 음악쇼 복면가왕》 - 고모부는 사장님 낙하산맨 (참가자-준우승)